# Ivan Basso
Ivan Basso (Gallarate, Provincia de Varese, 26 de noviembre de 1977) es un exciclista de ruta italiano, que fue profesional desde 1999 hasta 2015. Actualmente es mánager deportivo del Kometa-Xstra.
Logró importantes triunfos en su carrera: la general (maglia rosa) del Giro de Italia 2006 y del Giro de Italia 2010, dos podios en el Tour de Francia (3.º en 2004, 2.º en 2005) y el maillot blanco (mejor joven) en el Tour de Francia 2002, así como seis etapas en el Giro y una en el Tour.
En 2006, en el marco de la Operación Puerto, fue identificado por la Guardia Civil como cliente de la red de dopaje liderada por Eufemiano Fuentes, bajo los nombres en clave número 2 y Birillo. En mayo de 2007, el CONI confirmó dicha identificación, imponiéndole una sanción de dos años por dopaje (habitual en estos casos).

## Biografía

### Época amateur
Nació en Gallarate, en la provincia de Varese, en región de Lombardía (Italia). Allí creció siendo vecino de Claudio Chiappucci, ganador de tres etapas en el Tour de Francia que se retiró tras demostrarse que había recurrido al dopaje en numerosas ocasiones.
En las categorías juveniles Basso consiguió varios éxitos: en 1995 fue segundo en los mundiales júnior de San Marino, y en 1998 ganó en Valkenburg el mundial sub-23.

### Debut profesional
Pasó a profesionales en 1999. En su segundo año ganó su primera carrera, una etapa en el Regio-Tour.
En 1999 participó por primera vez en el Giro de Italia, retirándose después de 9 etapas; el año siguiente participa otra vez y acaba en el puesto 52.º.
Con buenas actuaciones en la montaña, pero sin ser considerado un verdadero escalador, sufre más en las pruebas contrarreloj, si bien en las siguientes consigue mejorar en esta especialidad. A partir de entonces destacan sus actuaciones en el Tour de Francia:

### Época dorada
El año 2002 fue el de su despegue, al ganar el maillot blanco (mejor joven) en el Tour de Francia, siendo asimismo 11.º en la general. Así, en el primer Tour que terminó saboreó el podio de los Campos Elíseos como ganador de una clasificación secundaria.
En el Tour de Francia 2003 mejoró su posición del año anterior, finalizando 7.º en la clasificación general.

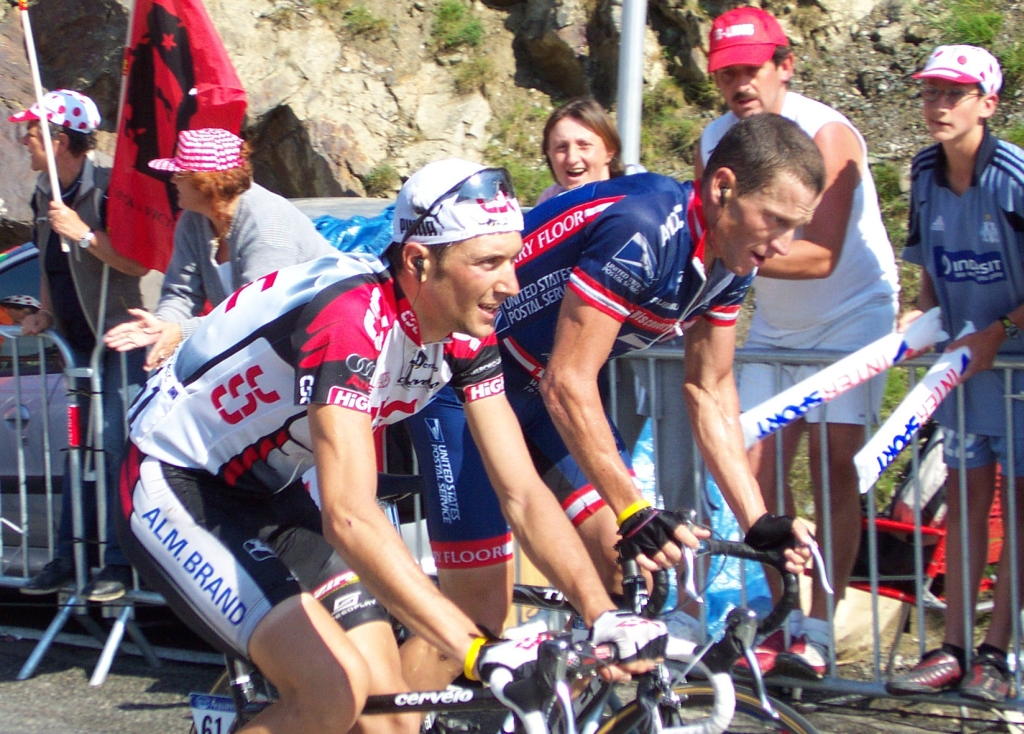
Basso, junto a Armstrong el día que ganó en La Mongie en el Tour de Francia 2004.

En 2004 subió al podio del Tour de Francia, al ser 3.º en la clasificación general, por detrás de Lance Armstrong (maillot amarillo) y Andreas Klöden (2.º). Basso ganó además una etapa, concretamente la etapa pirenaica con final en la estación de esquí de La Mongie (la primera parte de la subida al Tourmalet). Basso redondeó el año ganando el Giro de Emilia y subiendo al podio (3.º) en el Giro de Lombardía.
En 2005 decidió participar en Giro y Tour. En el Giro de Italia empezó con la vitola de favorito. Aunque llegó a vestir la maglia rosa, perdió el liderato en la 13.ª etapa aquejado de problemas estomacales, y al día siguiente perdió otros 40' en la 14.ª etapa que incluía la subida al Paso Stelvio. Días después se recuperó y ganó dos etapas consecutivas de muy diferentes características: una con final en alto y una contrarreloj. En el Tour de Francia subió de nuevo al podio al finalizar 2.º en la general, por detrás de Lance Armstrong, que ese año se enfundó en los Campos Elíseos de París su séptimo maillot amarillo consecutivo.
En 2006 ganó el Giro de Italia, postulándose como uno de los candidatos a ganar el maillot amarillo en el Tour de Francia tras la retirada de Armstrong.

### Operación Puerto
En 2006, en el marco de la Operación Puerto, fue identificado por la Guardia Civil como cliente de la red de dopaje liderada por Eufemiano Fuentes, bajo los nombres en clave número 2 y Birillo. Como consecuencia de esta identificación, fue excluido por la organización del Tour de Francia 2006 (un día antes de que empezara la ronda gala), siendo posteriormente despedido por su equipo, el CSC.

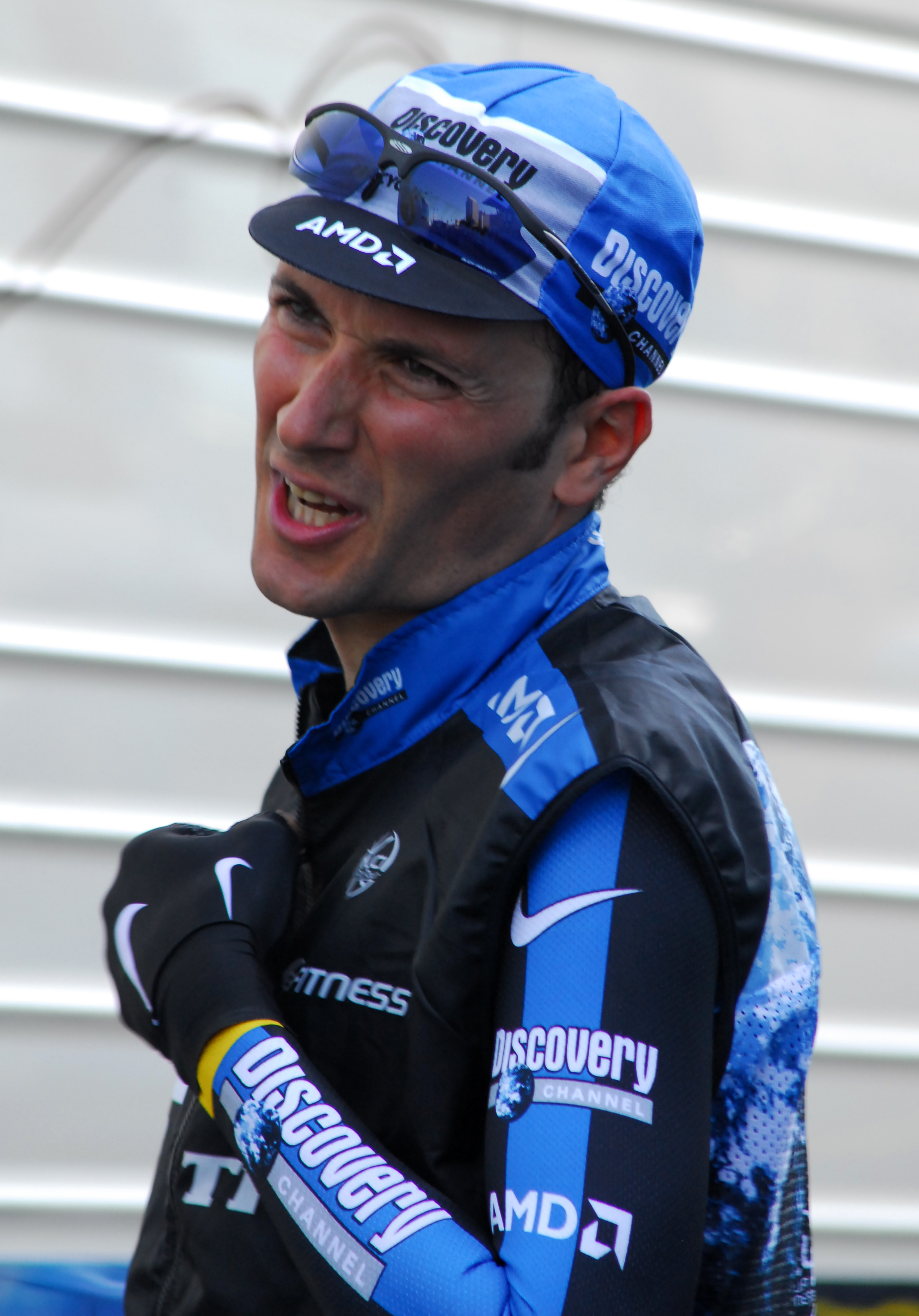
Basso, con el maillot del Discovery Channel.

Después de que la Justicia española decidiera no confirmar las identificaciones realizadas por la Guardia Civil, Basso fue fichado para 2007 por el potente Discovery Channel dirigido por Johan Bruyneel, el equipo en el que había triunfado Lance Armstrong, con la firme intención de ganar el Tour de Francia.
Sin embargo, en la primavera de 2007 las investigaciones del CONI (que había decidido investigar por su cuenta la Operación Puerto ante la actitud de las autoridades españolas) derivaron en un aumento de las sospechas sobre Basso y su implicación en la Operación Puerto y la red de dopaje en ella desarticulada. En esta situación, Basso y el Discovery Channel pusieron fin a su relación, antes de llegar a competir en una gran vuelta.
Finalmente, en mayo de 2007 el CONI confirmó que Ivan Basso era uno de los clientes de la red de dopaje desarticulada que lideraba Eufemiano Fuentes, reafirmando la identificación realizada en su momento por la Guardia Civil. Basso es uno de los cuatro únicos clientes confirmados hasta el momento.
Aunque esta confirmación fue posible por la confesión del propio Basso, la actitud de este durante el proceso hizo que el CONI decidiera sancionarle con dos años de suspensión (sanción habitual en casos de dopaje), negándose a reducir dicha suspensión. El propio Ettore Torri, procurador antidopaje del CONI, calificó de decepcionante la actitud de Basso. La sanción de dos años de suspensión terminaría el 24 de octubre de 2008.

### Regreso tras la sanción

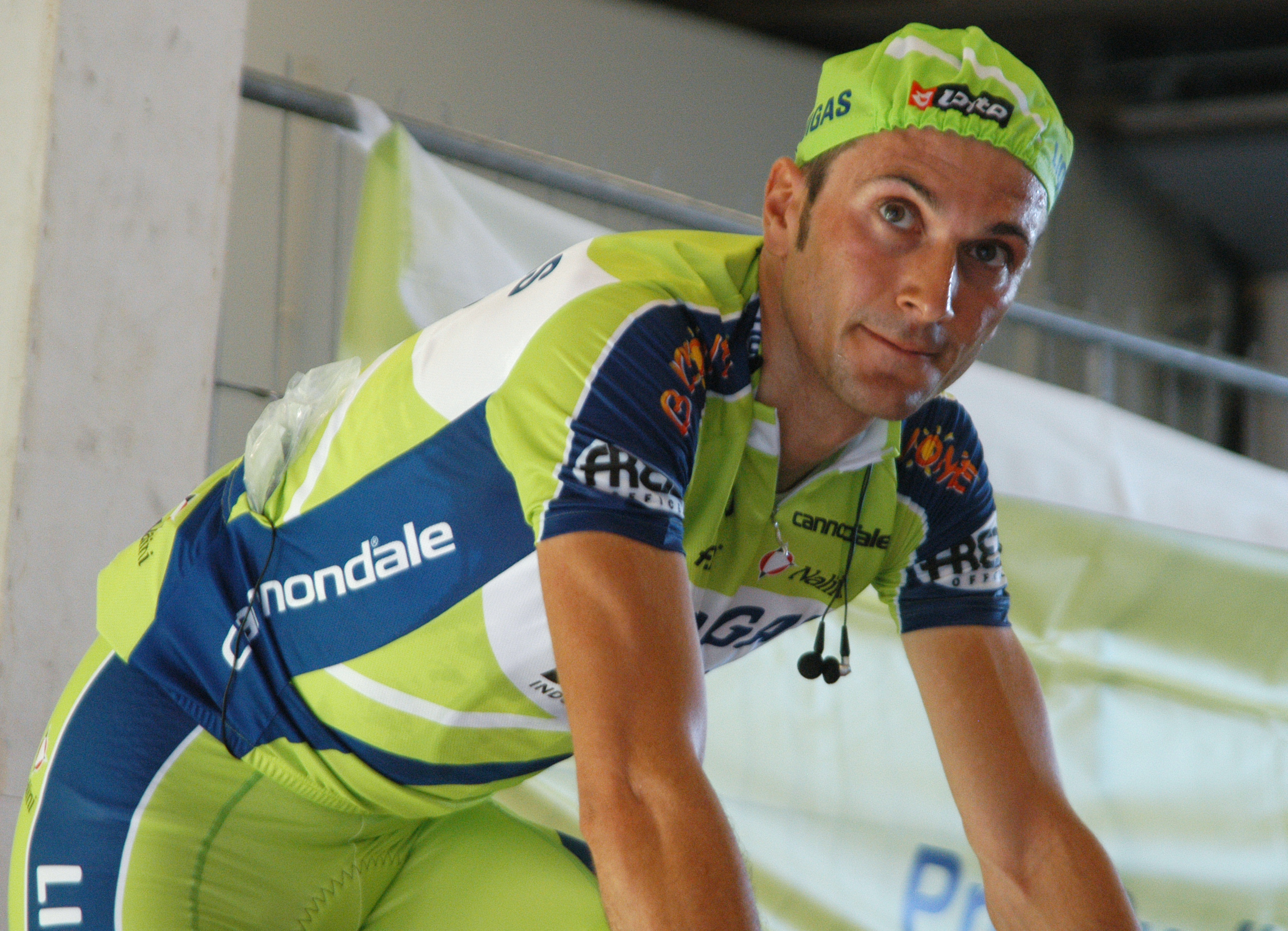
Basso, en la Vuelta ciclista a España 2009.

En abril de 2008, cuando aún estaba suspendido, firmó un contrato de dos temporadas (2009 y 2010) con el equipo italiano Liquigas. Basso debutó en su nuevo equipo en la Japan Cup el 26 de octubre de 2008, dos días después de que finalizara su sanción, finalizando tercero, sólo precedido por Damiano Cunego y Giovanni Visconti.
En 2009 ganó el Giro del Trentino, desplazándose posteriormente junto a algunos compañeros de equipo a las Islas Canarias para entrenar y afinar su puesta a punto de cara al Giro de Italia. En la ronda italiana finalizó quinto, mientras que su compañero Franco Pellizotti fue tercero. Posteriores desclasificaciones del 2.º, Danilo Di Luca y del propio Pellizotti, hicieron ascender a Basso al tercer lugar. Tras no participar en el Tour, acudió a la Vuelta a España donde volvió a ser cuarto en la clasificación general (a 40" del tercer escalón del podio, que fue para Cadel Evans).
En el año 2010 Basso vuelve a la cima del ciclismo mundial consiguiendo la victoria en la clasificación general del Giro de Italia, además de una etapa en la ronda italiana, con final en el Monte Zoncolan y la victoria en la contrarreloj por equipos de la 4.ª jornada. En el año 2011 volvió a centrarse en el Tour de Francia pero una caída a finales de mayo trastocó su planificación. Ya en el Tour, aguantó con los favoritos en los Pirineos, cosa que no logró en los Alpes, finalizándo así en un discreto 7.º puesto en la clasificación general.
El 13 de julio de 2015, mientras disputaba el Tour de Francia, le fue detectado un tumor en el testículo izquierdo. Ante esta situación tuvo que abandonar la prueba inmediatamente para ser tratado. El 5 de octubre de 2015 anunció su retirada del ciclismo tras diecisiete temporadas como profesional y con 37 años de edad debido a dichos problemas con el cáncer.
Tras su retirada continuó ligado al ciclismo, primero dentro de la estructura del Trek-Segafredo y posteriormente como mánager deportivo del Polartec-Kometa.

## Palmarés
| 1998 - Tríptico de las Ardenas - Campeonato Mundial en Ruta sub-23 2000 - 1 etapa del Regio-Tour 2001 - 1 etapa del Tour del Mediterráneo - 1 etapa de la Euskal Bizikleta - 1 etapa de la Vuelta a Austria 2002 - Clasificación de los jóvenes del Tour de Francia 2004 - 3.º en el Tour de Francia, más 1 etapa - Giro d'Emilia - Acht van Chaam 2005 - 2 etapas del Giro de Italia - 2.º en el Tour de Francia - Vuelta a Dinamarca, más 4 etapas | 2006 - Giro de Italia , más 4 etapas - Critérium Internacional, más 1 etapa 2009 - Giro del Trentino - 3.º en el Giro de Italia 2010 - Giro de Italia , más 1 etapa - Gran Premio Industria y Commercio Artigianato 2011 - Gran Premio de Lugano - Giro de Padania, más 1 etapa 2012 - Japan Cup |

## Resultados en Grandes Vueltas y Campeonatos del Mundo

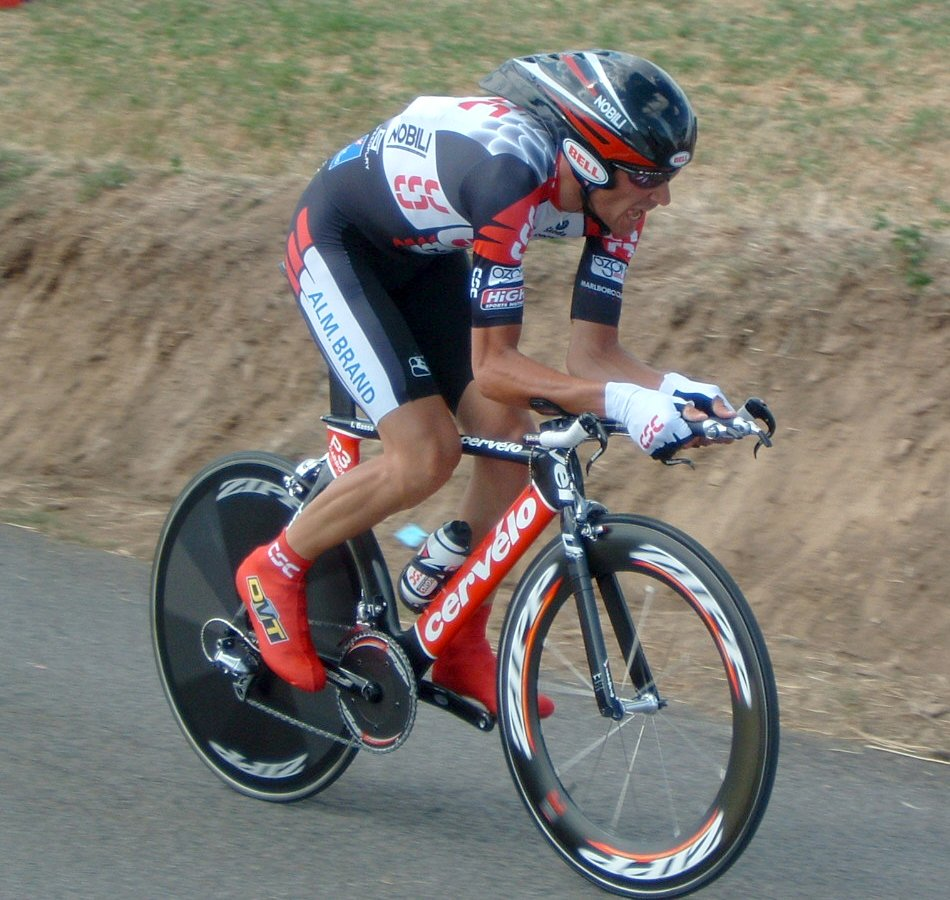
Ivan Basso en la última contrarreloj del Tour de Francia 2005

| Carrera         | Carrera         | 1999 | 2000 | 2001 | 2002 | 2003 | 2004 | 2005 | 2006 | 2007 | 2008 | 2009 | 2010 | 2011 | 2012 | 2013 | 2014 | 2015 |
| --------------- | --------------- | ---- | ---- | ---- | ---- | ---- | ---- | ---- | ---- | ---- | ---- | ---- | ---- | ---- | ---- | ---- | ---- | ---- |
|                 | Giro de Italia  | Ab.  | 52.º | —    | —    | —    | —    | 28.º | 1.º  | —    | —    | 3.º  | 1.º  | —    | 5.º  | —    | 15.º | 51.º |
|                 | Tour de Francia | —    | —    | Ab.  | 11.º | 7.º  | 3.º  | 2.º  | —    | —    | —    | —    | 32.º | 7.º  | 25.º | —    | —    | Ab.  |
|                 | Vuelta a España | —    | —    | —    | —    | —    | —    | —    | —    | —    | —    | 4.º  | —    | —    | —    | Ab.  | —    | —    |
| Mundial en Ruta | Mundial en Ruta | Ab.  | —    | 41.º | —    | Ab.  | 11.º | —    | —    | —    | —    | 16.º | —    | —    | —    | —    | —    | —    |

—: no participa

Ab.: abandono

## Equipos
- Asics-CGA (1998)[6]
- Riso Scotti-Vinavil (1999)
- Amica Chips-Tacconi Sport (2000)
- Fassa Bortolo (2001-2003)
- Team CSC (2004-2006)[7]
- Discovery Channel Pro Cycling Team (2007)[8]
- Liquigas/Cannondale (2008[9] -2014)
  - Liquigas (2008-2009)
  - Liquigas-Doimo (2010)
  - Liquigas - Cannondale (2011-2012)
  - Cannondale Pro Cycling (2013)
  - Cannondale (2014)
- Tinkoff-Saxo (2015)